# Virgilio Calamelli
Virgilio Calamelli, detto Virgiliotto Calamelli (Faenza, notizie dal 1531 – Faenza, 1570), è stato un ceramista italiano.
Virgilio Calamelli conosciuto con il nome di "Virgiliotto Calamelli" è stato uno dei grandi ceramisti faentini della metà del Cinquecento. A lui, a Leonardo Bettisi detto Don Pino e ai Dalle Palle o Giangrandi si deve la nascita dello Stile Compendiario.

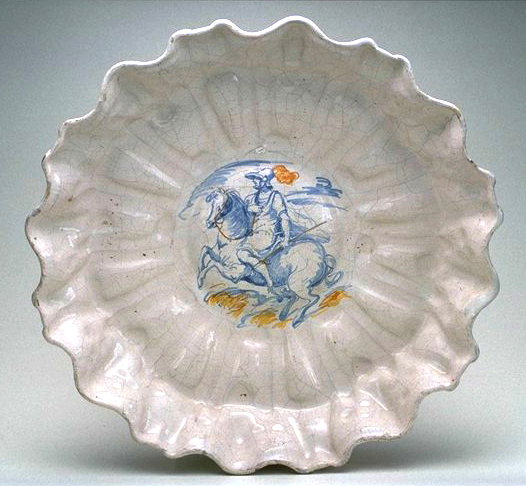
Coppa ("crespina") con figura di cavaliere in stile compendiario. Faenza, bottega di Virgiliotto Calamelli, penultimo quarto del XVI secolo. Museo internazionale delle ceramiche in Faenza.

## Biografia
Virgilio era figlio del figulo Giovanni da Calamello del castello della Val d'Amone nella signoria di Faenza. Il maestro appare la prima volta, come testimone, in un atto notarile nell'ottobre del 1531; a quel tempo non aveva più il padre e abitava nella cappella di San Vitale, il quartiere più noto degli orciolai faentini.
Dal 1535 al 1540 il Calamelli si unisce in società per l'arte vasaria con il cognato Pier Agostino Valladori: i due soci, oltre che a Faenza, avevano depositi di merce anche a Bologna e a Ferrara. Nell'ottobre del 1540, insieme a Sebastiano Gulmanelli e in rappresentanza dei figuli faentini vendente svasa fictilia in Bologna, il Calamelli si impegnava a pagare l'obbedienza pretesa dalla Società dei fabbri.
Il Senato bolognese con decreto del 24 settembre 1546, desiderando attirare figuli faentini per introdurre l'arte a Bologna, concedeva a Virgiliotto la cittadinanza in considerazione della particolare e riconosciuta perizia in fingendis sive formandis conficiendisque fictilibus vasis nuncupatis de Maiolica di diverso colore e forma et pulcherrime compositis cum albedine quadam miro artificio superfusa quam ornatissimis, e in tale occasione viene esentato dal pagamento delle gabelle delle poste e dei mulini.

Nel 1555 il Calamelli è in società con Antonio Frenzolo Langanini, ma la società ebbe vita breve e si sciolse nel dicembre del 1556. Dagli inventari delle botteghe, ubicate a Faenza nelle cappelle di San Tommaso e di San Sebastiano, redatti in questa circostanza oltre a registrare le attrezzature e una cospicua mole di lavori in corso e finiti, vengono menzionati l'esistenza di depositi di merce a Lugo, a Ferrara, a Ravenna e a Rimini, con le commissioni di servizi da tavola per monsignor Alberico degli Alberici di Bologna e don Luigi d'Este di Ferrara.

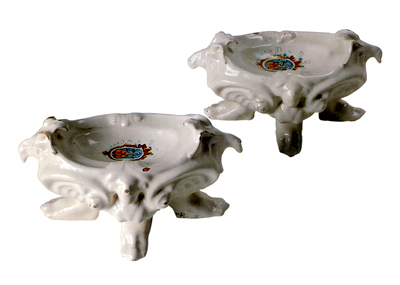
Coppia di saliere con stemma della famiglia romagnola Garzoni in stile compendiario. Faenza, bottega di Virgiliotto Calamelli, penultimo quarto del XVI secolo. Museo internazionale delle ceramiche in Faenza

Virgiliotto Calamelli si sposa con Elisabetta di Baldassare Dalle Palle, un'altra grande famiglia di vasai faentini con i membri della quale manteneva rapporti d'affari, dalla quale ha due figli Gian Battista Baldassarre Marco, battezzato il 9 ottobre 1550, che ritroviamo censito nel catasto del 1575, e Baldassarre (alias Domenico) battezzato il 3 dicembre 1552. Com'era uso a quei tempi, il Calamelli accolse nella sua casa e nella bottega anche un trovatello del locale brefotrofio, ma senza fortuna. Con quell'istituto, più conosciuto come “casa di Dio”, conduceva rapporti d'affari e al 1556 era forse già infermo.
Sempre nel 1566 la moglie, Elisabetta Dalle Palle, fece un acquisto di legna per le fornaci a mezzo di Leonardo Bettisi al quale il Calamelli, ancora vivente, affittò poi la bottega e la condusse unitamente alla sua. Successivamente nel 1570 fu perfezionato dalla vedova di Virgiliotto, Elisabetta Dalle Palle, il rapporto di affittanza della fornace con il gestore della nota bottega maiolicara Leonardo Bettisi fu Antonio.
Ci sono notizie sufficienti per poter asserire che la bottega del Calamelli abbia continuato, anche dopo la morte del maestro avvenuta nel 1570, a lavorare per almeno una decina d'anni dopo la scomparsa del maestro: ne è riprova la sigla della bottega in un grande bacile datato 1575, oggi nel Victoria and Albert Museum di Londra; esso raffigura, come recita la legenda tracciata entro una sorta di lapide, Alessandro che fa nascondere le opere di Omero nella tomba di Achille; sul retro, al centro si notano la data e sigla, “1575/ VR. FA”.
Successivamente per la famiglia e la bottega non si prospettarono anni di stenti, e a dimostrazione stando ad una fonte del 1575 (lo stesso anno del piatto sopracitato), il figlio Giovan Battista nel catasto faentino è così stimato: Gio. Ba.tta già di Vergiliotto Calamelli nuovamente estimato nella sud. Cap. nella quale habita con la sua famiglia nella casa propria tiene et possede l'infrascritte terre nell'anno presente 1575 et del mese di marzo vide licet ecc.; la proprietà di varie decine di tornature di terreno è una dimostrazione concreta che la bottega e il traffico paterno erano stati molto fruttuosi.

## Le opere
Nella metà del XVI secolo le botteghe faentine continuano la loro produzione nel grande filone dei temi istoriati provenienti dall'area marchigiano metaurense e in particolare da Urbino. A questa suggestione non si sottrarrà la bottega di "Virgiliotto" con opere pregevoli dal tratto ancora ben delineato nella composizione delle opere. Ne è un significativo esempio l'opera qui riprodotta in cui è rappresentata l'istoria del mito di "Cadmo e Armonia mutati in serpenti".

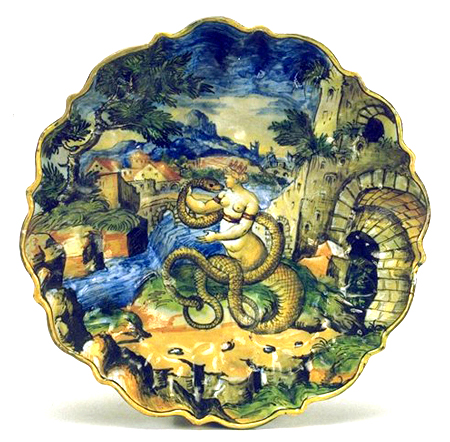
Piatto istoriato con la rappresentazione di Cadmo e Armonia mutati in serpenti. Bottega di "Virgiliotto" Calamelli. Faenza metà del XVI secolo. Museo internazionale delle ceramiche in Faenza.

Ma è nel terzo quarto del Cinquecento e proprio grazie a Virgiliotto Calamelli, Leonardo Bettisi detto Don pino e i Dalle Palle o Giangrandi, che avverrà un grande mutamento formale e stilistico con il trionfo del bianco, i cosiddetti "bianchi di faenza", volto a privilegiare la ricerca formale a quella del colore tanto che la maiolica nei cosiddetti “bianchi di Faenza”, dal denso color latteo, si ammanterà di tenuissime e aeree ghirlande, fogliacee e fiorite, per contornare figure pittoricamente appena accennate: amorini dalle forme berniniane, cavalieri, figure femminili, guerrieri turchi e santi.
Con loro emergerà una tavolozza che diluirà il colore, blu, giallo o arancio fino quasi a svelarlo, applicandolo sui candidi manufatti dei vasi, coppe, crespine, e grandi piatti da pompa dalle forme spesso ricercate: quando curve o sinuose, a volte geometriche, baccellate, umbonate e/o traforate, poligonali e nel XVII secolo, in spessori appesantiti, anche a stella. In virtù di questo particolare cromatismo prenderà il nome di “Tavolozza languida” e, per il leggero tratto pittorico che delicatamente compendiava il tutto, allo stile pittorico inaugurato dai maestri nelle botteghe di Faenza, verrà dato il nome di stile compendiario.
Il motivo della grottesca transita nelle nuove forme: le saliere saranno sorrette da arpie e delfini, i rinfrescatoi sostenuti da piedi a foggia zoomorfica a cui si aggiungeranno obelischi e calamai, il tutto nel netto superamento dei canoni celebrativi rinascimentali e interpretando con grande virtuosismo esecutivo il trapasso dal Manierismo al Barocco.
La fama di Virgiliotto già attorno alla metà del Cinquecento era andata ben oltre il territorio faentino, lo attesta la testimonianza del cavaliere Cipriano Piccolpasso di Casteldurante, che nel suo celebre trattato didascalico sull'arte del vasaio, parlando del colore rosso, lamenta: Quest'arte non ha, per ancora, collore che venghi rosso, et io ardisco a dire di haverlo veduto in la bottiglia di Vergigliotto in Faenza, bello quanto un cinabro; ma gli è fallace.
A lui farà eco Giorgio Vasari che nelle Vite de' più eccellenti pittori, scultori... scriverà: Ancorché di siffatti vasi e pitture si lavori in tutta Italia, le migliori terre e più belle sono quelle di Castel Durante e di Faenza che per lo più le migliori sono bianchissime e con poche pitture e quelle nel mezzo o intorno, ma vaghe e gentili affatto.